# 置戶站

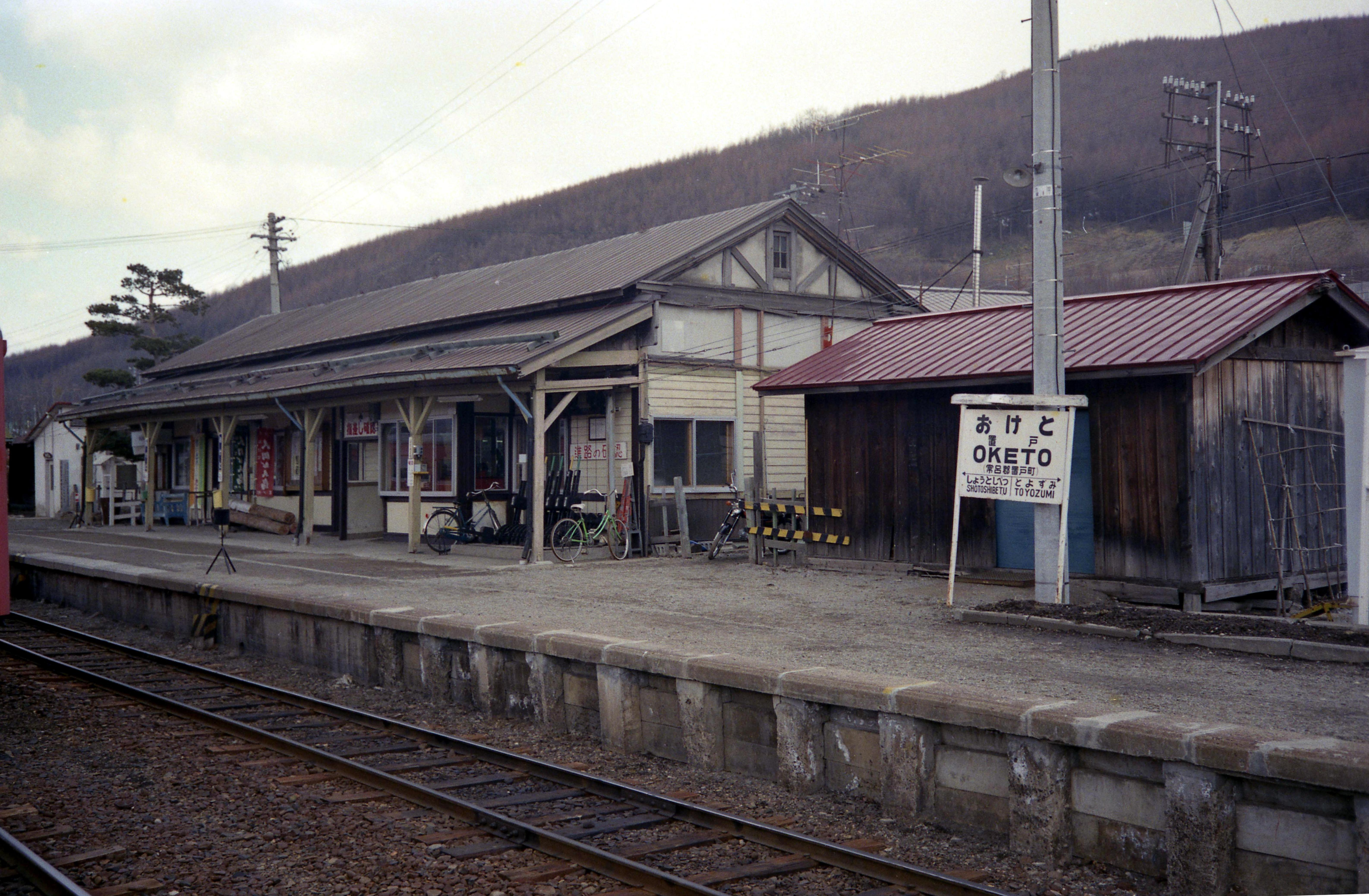
JR北海道時代的車站大樓（從月台一方拍攝，1989年3月）

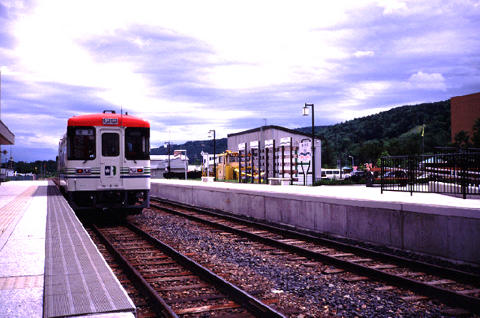
等待出發時間，前往北見的北海道池北高原鐵道CR70形柴油列車#CR75形（置戶，1998年7月3日）

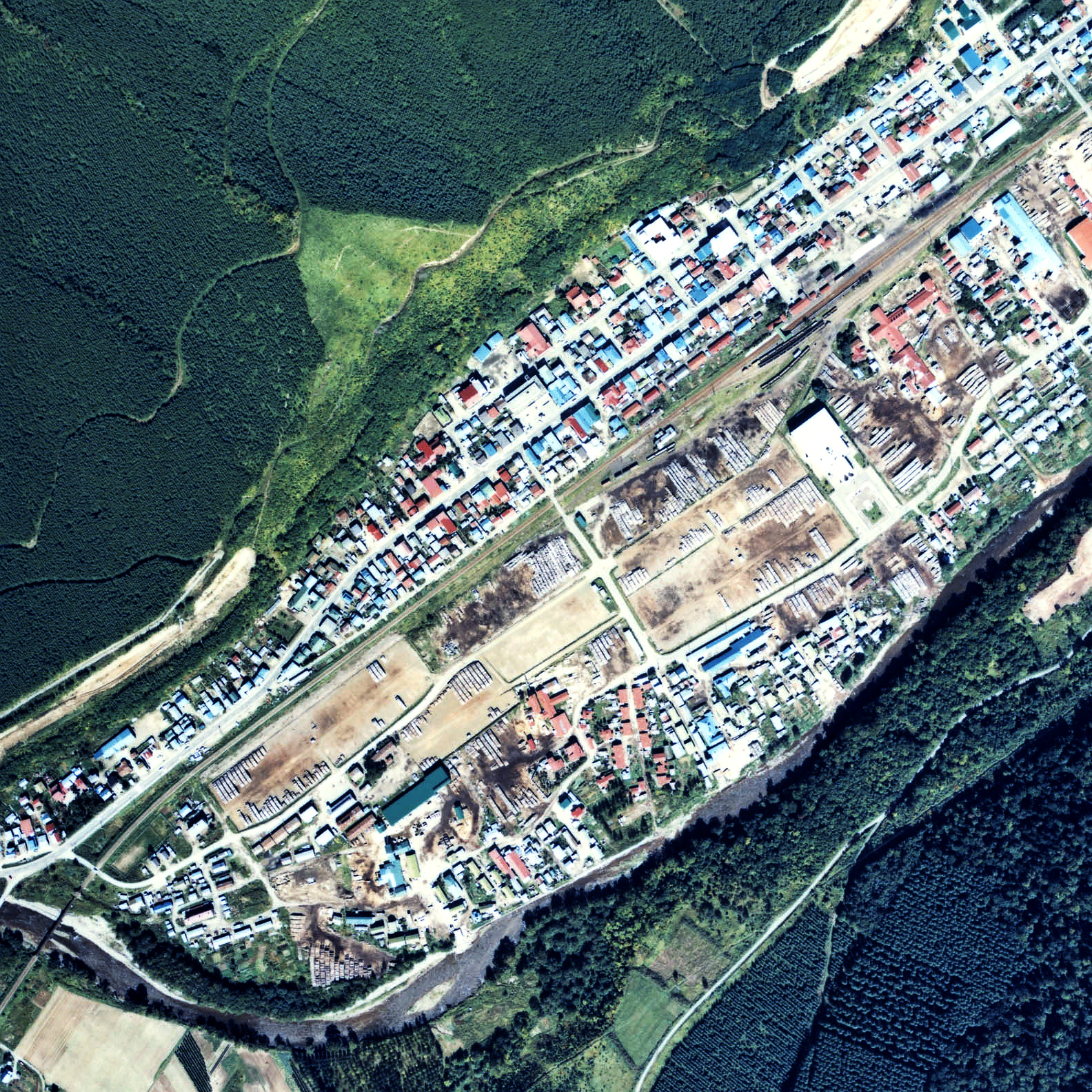
1977年國鐵池北線時代的置戶站與方圓1公里範圍。右上方是北見方向。車站位於海拔約220米，周邊被山圍繞，高低差約300m。設置此站主要目的是運送木材，與車站北邊越過一座山的石北本線留邊蘂站相似。車站後方正面靠近池田一方設有由北見營林局置戶營林署管轄的大型堆場。在該處周邊建設了露天的木廠，車站後方差不多所有設施都是與木材有關。當時站內設有2面2線的相對式月台，車站大樓旁邊靠近北見一方設有貨物月台和引込線。車站後方設有3條留置線，當時2條延伸至貨物積卸線。曾經有1條路軌延伸至堆場中央，後來被撤走後，路軌蹟變為小道。在起卸線與本線之間設有一座建築物，該建築物是置戶至陸別之間跨越池北峠時使用的輔助機車車庫，從前靠近北見一方設有轉車盤，後來已經被撤走，並沒有留下任何痕蹟。
曾經在堆場西南端連接了置戶森林鐵道，鐵路向西方的常呂川上流延伸。該鐵路主要運送木材。

置戶站（日语：／ Oketo eki */?）是位於北海道常呂郡置戶町字置戶，北海道池北高原鐵道的故鄉銀河線車站（廢站）。隨著故鄉銀河線廢線，車站在2006年（平成18年）4月21日廢除。

## 歷史
- 1911年（明治44年）
  - 9月25日 - 鐵道院網走線淕別站（後來為陸別站）至野付牛站之間開通[6]，此站啟用[7]。當時為一般車站。此站是網走支廳中第一座設置的車站，因此站內設置了「管內最初　明治四四年開站之碑」。
- 1912年（大正元年）11月18日 - 池田至網走路線改名為網走本線[6]。
- 1921年（大正10年） - 開設置戶森林鐵道。
- 1932年（昭和7年） - 車站大樓翻新[8]。
- 1949年（昭和24年）6月1日 - 日本國有鐵道成立，成為日本國有鐵道車站。
- 1961年（昭和36年）
  - 4月1日 - 池田至北見之間改名為池北線，成為池北線車站[6]。
  - 日期不詳 - 置戶森林鐵道廢除。
- 1982年（昭和57年）3月29日 - 結束處理貨物。
- 1984年（昭和59年）2月1日 - 結束處理行李。
- 1987年（昭和62年）4月1日 - 伴隨國鐵分割民營化，車站由北海道旅客鐵道（JR北海道）營運。
- 1989年（平成元年）6月4日 - 北海道池北高原鐵道繼承池北線[6][9][10][11][12]。
- 1996年（平成6年）12月3日 - 翻新為鋼筋混凝土製的2層高車站大樓[13]。並附以愛稱「波波」[14]。
- 2006年（平成18年）4月21日 - 故鄉銀河線全線廢除[2][15]，此站也廢除。

## 車站構造
截至車站廢除前，此站是地面車站，設有2面2線的相對式月台。車站大樓是一座2層高的鋼架建築物，大樓同時是一座社區中心。此站是職員配置車站（設有站長和助理），只於平日日間營業，以及只負責檢票業務。在廢除前1個月，星期六及假日也營業。
在廢除後，大樓內的觀光詢問處可發售北海道北見巴士的回數券·定期券，巴士開始駛入站前。
此站沒有列車夜間停泊。在國鐵時代末期的1986年11月1日修正，最後到達此站的列車於晚上11時前到達。在故鄉銀河線時代，到達此站的列車會以不載客列車的身份折返往北見站。

## 車站周邊
車站是置戶町的中心車站。町內主要設施集中在車站附近。
- 社區會堂「波波」[13]
- 置戶町公所
- 北見警署（日语：北見警察署）置戶駐在所
- 置戶郵局
- 北見信用金庫（日语：北見信用金庫）置戶分店
- 北未來農業協同組合（JA北未來）置戶分店
- 北海道置戶高等學校（日语：北海道置戸高等学校）
- 國道242號（日语：国道242号）
- 常呂川
- 北海道北見巴士（日语：北海道北見バス）「置戶」巴士站

## 站名的由來
車站名稱取自所在地名。地名源自阿伊努語的「オケトゥウンナイ（o-ketu-un-nay）」，其意思是「川尻、乾燥獸皮裝飾框架、有、河流」。

## 車站廢除後
車站事務室變成了置戶町牙科診所。在2012年（平成24年）10月25日，使用了車站中座空間，町民志願人士開設了置戶波波美術館。月台、路軌和紀念碑還保留下來。

## 置戶森林鐵道
- 1920年（大正9年） - 開始敷設置戶森林鐵道[21]。
- 1921年（大正10年）
  - 於中里設置儲木場（中置戶伐木場）[21]。
  - 8月 - 幹線（置戶站-中置戶-二股（現時：勝山））16.6公里路段竣工[21]。
  - 11月 - 從二股延伸的仁居常呂支線 9.6公里，士居常呂支線 11.8公里　竣工[21]。
  - 11月15日 - 開始投入服務[21]。
- 1922年-1925年 各線進行延長（仁居常呂支線 25.1公里，士居常呂支線 24.9公里）[21]。
- 1923年（大正12年） - 設置置戶儲木場（車站伐木場）[21]。
- 1925年（大正14年） - 車站伐木場敷設引込線200米[21][22]。
- 1929年（昭和4年） - 士居常呂支線 延長4.0公里[21]。
- 1931年（昭和6年） - 中置戶土場關閉，木材集中在置戶站伐木場[21]。新設常呂川本流線[21]。
- 1961年（昭和36年） - 鐵路廢除，軌道撤走[21]。

## 相鄰車站
北海道池北高原鐵道
故鄉銀河線
小利別－置戶－豐住
小利別與置戶之間的釧北峠（現時：池北峠）中，於1916年（大正5年）至1931年（昭和6年）曾經設置了釧北號誌站。後來在戰後（日時不詳）至1957年（昭和32年）於同一地點設置釧北臨時乘降場。

## 注腳
1. ↑   田中和夫（監修）. . 上巻 国鉄・JR線. 北海道新聞社（編集）. 2002-07-15: 314–315頁,318–319頁. ISBN 978-4-89453-220-5. ISBN 4-89453-220-4 （日语）.
2. 1 2 3  北見現代史編集委員会（編集）. . 北見市: 981頁. 2007-01 （日语）.
3. ↑  1948年撮影航空写真 USA-R351-54（日語）（國土地理院 地圖、航空相片參閲服務）
4. ↑  5萬分之1地形圖 1955年測量「小利別」
5. ↑  1947年撮影航空写真 USA-M592-99（國土地理院 地圖、航空相片參閲服務） 從圖中可看見勝山（二股）中繼所，右上方是前往置戶站，圖中右上方可看見中里的中置戶伐木場蹟。
6. 1 2 3 4   田中和夫（監修）. . 上巻 国鉄・JR線. 北海道新聞社（編集）. 2002-07-15: 236–237頁. ISBN 978-4-89453-220-5. ISBN 4-89453-220-4 （日语）.
7. ↑  《官報》1911年09月21日 鐵道院告示第71號 （页面存档备份，存于）（國立國會圖書館）
8. ↑  置戶町史 上卷 昭和60年8月發行 P732。
9. ↑  田中和夫（監修）. . 下巻 SL・青函連絡船他. 北海道新聞社（編集）. 2002-12-05: 222頁–223頁. ISBN 978-4-89453-237-3. ISBN 4-89453-237-9.
10. ↑  北見現代史編集委員会（編集）. . 北見市: 952頁,954頁. 2007-01 （日语）.
11. ↑  ふるさと銀河線10周年記念事業実行委員会（編集）. : 21–24頁、95頁. 1999-06-04 （日语）.
12. ↑  . 北海道新聞 (北海道新聞社). フォト北海道（道新写真データベース）. 1989-06-03  [2016-11-25]. （原始内容存档于2016年11月25日） （日语）.
13. 1 2 3  . 交通新聞 (交通新聞社). 1996-12-16: 3.
14. ↑  . 鐵道雜誌 (鐵道雜誌社). 1997-03, 31 (3): 98 （日语）.
15. ↑  . 北海道新聞 (北海道新聞社). フォト北海道（道新写真データベース）. 2006-04-21  [2016-11-25]. （原始内容存档于2016年11月25日） （日语）.
16. ↑  “発信2012 ふるさと銀河線 廃止その後 上 代替バス 重い地元負担 減便も”. 北海道新聞 (北海道新聞社). (2012年4月24日)
17. ↑   (PDF). アイヌ語地名リスト. 北海道 環境生活部 アイヌ政策推進室. 2007  [2017-10-20]. （原始内容存档 (PDF)于2018-04-17） （日语）.
18. ↑  “旧ふるさと銀河線置戸駅 町歯科診療所の移転進む スペース広がり車いすにも対応 4月オープン予定”. 北海道新聞 (北海道新聞社). (2007年1月20日)
19. ↑  “旧置戸駅舎に絵画館 町民有志が運営 全国「無名画家」寄贈の100点展示”. 北海道新聞 (北海道新聞社). (2012年10月25日)
20. ↑  “旧置戸駅舎にオープン ぽっぽ絵画館 作家の力作 多彩に集結 セレモニーに50人 画家、寄贈者が解説も”. 北海道新聞 (北海道新聞社). (2012年10月26日)
21. 1 2 3 4 5 6 7 8 9 10 11 12  置戶町史 上卷 p552-565
22. ↑  距離參考自 昭和5年版 全國專用線一覧。